# Campionati mondiali di volo con gli sci 1994
I Campionati mondiali di volo con gli sci 1994, tredicesima edizione della manifestazione, si svolsero dal 17 al 20 marzo a Planica, in Slovenia, e contemplarono esclusivamente la gara individuale maschile. A causa delle condizioni atmosferiche avverse fu realizzata una sola serie di salti.

## Risultati
| Posizione | Atleta           | Nazione   | Punti |
| --------- | ---------------- | --------- | ----- |
| 1         | Jaroslav Sakala  | Rep. Ceca | 351,3 |
| 2         | Espen Bredesen   | Norvegia  | 329,8 |
| 3         | Roberto Cecon    | Italia    | 324,7 |
| 4         | Christof Duffner | Germania  | 266,4 |
| 5         | Lasse Ottesen    | Norvegia  | 337,0 |
| 6         | Stefan Zünd      | Svizzera  | 252,5 |

Trampolino: Letalnica

## Medagliere per nazioni
| Posizione | Nazione   | Oro | Argento | Bronzo | Totale |
| --------- | --------- | --- | ------- | ------ | ------ |
| 1         | Rep. Ceca | 1   | 0       | 0      | 1      |
| 2         | Norvegia  | 0   | 1       | 0      | 1      |
| 3         | Italia    | 0   | 0       | 1      | 1      |